# Ахтарова метличина
Ахтаровата метличина (Cyanus achtarovii (Urum.) Holub; Centaurea achtarovii Urum.1, 2, 6, Centaurea triumfettii subsp. achtarovii (Urum.) Kozuharov & N. Andreev4) е растение от семейство Сложноцветни (Asteraceae), български ендемит. В България е вписано в Червената книга и в Закона за биологичното разнообразие като застрашен вид.

## Описание
Ахтаровата метличина е многогодишно тревисто растение с късо коренище. Стъблото е високо 2 – 12(20) cm, неразклонено, изправено, гъсто беловлакнесто. Листата обикновено в приосновна розетка, широкоелпитично-лопатовидни, кошничките са единични, с широчина 3 – 4 cm, обвивката на кошничката е широка 10 – 15 mm. Обвивните листчета са триъгълни, с придатъци, низбягващи почти до основата им, завършващи с черен ръб, снабден с многобройни сребристи ресни. Вътрешните цветове са тръбести, синьо-виолетови с пурпурни прашници, а външните са лъчисти, сини до виолетови. Плодосемката е с дължина 4 – 5 mm, а хвърчилката – до 0,5 mm.
Цъфти през юли и август, плодоноси през август и септември. Опрашва се от насекоми. Размножава се със семена, разпространявани от мравки.

## Разпространение
Ахтаровата метличина вирее само в България. Погрешно се съобщава за Румъния като C. achtarovii subsp. sooiana Borhidi и за Северна Македония вместо C. triumfettii.
В България ахтаровата метличина се среща в Пирин планина, на надморска височина (1700)2200 – 2600 m. Расте по каменисти поляни към горната граница на гората и в клекови и хвойнови храсталаци в субалпийския пояс, върху варовик. Отделните находища са силно изолирани помежду си поради привързаността на вида към строго специфичен хабитат. Популациите са фрагментирани и малки.

## Застрашеност
Видът е застрашен от изграждането на лифтови станции и съоръжения за ски туризъм. Ерозията, привързаността на ахтаровата метличина към специфичен хабитат, ниският ѝ репродуктивен, възобновителен и миграционен потенциал ограничава разпространението ѝ.

## Опазване
За да бъде опазена, ахтаровата метличина е обявена за защитен вид съгласно Закона за биологичното разнообразие. Голяма част от популациите са на територията на Националния парк „Пирин“, част са от резерватите „Баюви дупки – Джинджирица“ и „Ореляк“, намират се в защитени зони от Европейската екологична мрежа „Натура 2000“ в България.
Необходим е мониторинг на състоянието на популациите, при необходимост подпомагане на размножаването in situ и събиране на семенен материал за Националната семенна генна банка в Садово.